# ブローシチンツィ
ブローシチンツィ（ウクライナ語：Бло́щинці；意訳：「蚤村」）は、ウクライナのキーウ州ビーラ・ツェールクヴァ地区にある村。クラースナ川河岸に位置する。1607年に創建された。面積は約1.3km²（2005年）。人口は617人（2005年）。